# Ален Боске
Ален Боске (рус. Анато́лий Биск; 28. март 1919 – 17. март 1998) је француски књижевник белгијско-руско-јеврејског порекла. Рођен је као Анатолиј Биск 28. марта 1919. године у Одеси.

## Биографија
Његов отац, Александар Биск био је песник, симболиста који је прво емигрирао у Варну у Бугарској, да би 1925. године с породицом се преселио у Брисел где је Анатолиј кренуо у школу. Од 1938. године започео је студије на Слободном универзитету у Бриселу где је објављивао у свим тамошњим разнородним периодикама. Када је започео Други светски рат приступио је белгијској војсци, али пошто је она убрзо капитулирала, он се прикључује оружаним снагама Француске. Већ 1942. године преселио се у Америку где је био уредник часописа Слободна Француска и Глас Француске. Интензивно се дружи са многим европским писцима (Морис Метерлинк, Жил Ромен, Томас Ман...). Као део америчких трупа 1944. године учествује у искрцавању у Нормандији. Након рата, ради као преводилац у ослобођеном Берлину. Од 1951. године па све до смрти живи у Паризу као професионални писац, објавивши у том периоду око сто књига поезије, прозе, драма, есеја и критика.
У поезији Алена Боскеа видљиви су и упечатљиви утицаји француског надреализма, нарочито у његовим раним књигама. Ови утицаји, у комбинацији са неком врстом очуђене аутопоетичности, уобличене на егзистенцијални начин кроз испитивање и проблематизацију идентитета самог чина писања, резултирају на моменте оригиналном поезијом. Занимљиво је да се у највећем делу свог песничког стваралаштва Боске није оглашавао класичним збиркама, већ циклусима-поемама сачињеним од одређеног броја неименованих песама.
Интересантно је његово пријатељство са српским песником Бранком Миљковићем. Наследници Бранка Миљковића сматрају да је Боске био упућен у околности под којима је Миљковић изгубио живот у Загребу.
Написао је, између осталих, збирке Мртав језик, Четири завештања, Божја мука и Сутра без мене. Српски песник Бранко Миљковић написао је есеј Орфејско завештање Алена Боскеа и објавио га у часопису Дело 1960. године. После учешћа на једном песничком скупу у нашој земљи Боске је написао свој први роман Потреба за несрећом, посвећен Бранку Миљковићу. Преводећи 'Прво завештање', каже песникиња Мирјана Вукмировић, открила сам да ми је тајни смисао тих стихова однекуд познат. Разлог свог осећања 'већ виђеног' проналазим у циклусу Бранка Миљковића 'Свест о песми' који је посвећен Алену Боскеу.
Умро је 8. марта 1998. године у Паризу.

## Награде
- 1968 Prix de poésie le Metais-Larivière (by the Académie française)
- 1986 Prix Chateaubriand
- 1989 Prix Goncourt de la poésie
- 1991 Grand prix de la poésie de la ville de Paris
- 1992 Prix de la langue de France
- Officer of the Legion of Honour
- Bronze Star Medal

## Рад

### Поезија
- Les mois de l'année
- La vie est clandestine 1945
- A la mémoire de ma planète 1948
- Langue morte 1951
- Quel royaume oublié 1955
- have a nice day and forget you
- Deuxième testament 1959, Prix Max Jacob
- Maître objet 1962
- Quatre testaments et autres poèmes 1967
- 100 notes pour une solitude 1969
- Notes pour un amour 1972
- Penser contre soi 1973
- Notes pour un pluriel 1974
- Livre du doute et de la grâce 1977
- Vingt et une nature morte ou mourantes 1978
- Poème un 1979
- Les enfants 1980
- Raconte-moi le passé... 1980
- Sonnets pour une fin de siècle 1981
- Poème deux 1981
- Un jour après la vie 1984
- L'autre origine 1984
- Le tournament de Dieu 1987, Prix Chateaubriand
- Bourreaux et acrobates, poèmes sans chauffeur 1990
- Le gardien des rosées 1991
- Effacez moi ce visage 1991
- Capitaine de l'absurde 1991
- Demain sans moi 1994
- La fable et le fouet 1995
- Mer
- Les mots sont des êtres
- La trompe de l'éléphant
- Un enfant m'a dit...
- Arbre

### Есеји
- Saint-John Perse
- Pierre Emmanuel
- Walt Whitman
- Emily Dickinson
- Robert Sabatier
- Lawrence Durrell
- Conrad Aiken
- Carl Sandburg
- Anthologie de la poésie américaine 1956
- 35 jeunes poètes américains 1961
- Verbe et vertige 1962
- Les 20 Meilleurs Nouvelles Françaises (1964) Ed. Gérard et C°, Coll. " Bibliothèque Marabout Géant " n° 192.
- Les 20 Meilleurs Nouvelles Russes (1964) Ed. Gérard et C°, Coll. " Bibliothèque Marabout Géant " n° 202.
- Middle West 1967
- Un atlas des voyages 1967
- Injustice 1969
- Les Poèmes de l'année, Alain Bosquet, Pierre Seghers, eds, Seghers., 1968
- Roger Caillois 1971
- En compagnie de Marcel Arland 1973
- Pas d'accord Soljénitsyne 1974
- La poésie française depuis 1950, une anthologie 1979
- La poésie francophone de Belgique 1987
- La mémoire ou l'oubli 1990
- Marlène Dietrich, une amour par téléphone 1992
- La Russie en lambeaux 1991
- Van Vogh 1980

### Романи
- La Grande Éclipse 1952
- Ni singe ni Dieu 1953
- Le mécréant 1960
- Un besoin de malheur 1963
- La Confession mexicaine 1965
- Les tigres de papier 1968
- L'amour à deux têtes 1970
- Chicago, oignon sauvage 1971
- Monsieur Vaudeville 1973
- L'amour bourgeois 1974
- Les bonnes intentions 1975
- Une mère russe 1978
- Jean-louis Trabart, médecin 1980
- L'enfant que tu étais 1982
- Ni guerre, ni paix 1983
- Les Petites éternités 1984 → 1964
- Les fêtes cruelles 1984
- Lettre à mon père qui aurait eu 100 ans 1987
- Claudette comme tout le monde 1991
- Les solitudes 1992

### Приче
- Georges et Arnold, Arnold et Georges 1995
- Marlène Dietrich, Un amour par téléphone, Paris, La Différence, 1992, rééd. coll. "Minos", 2002.

### Не-фикција
- Un homme pour un autre 1985
- Le métier d'otage 1989
- Comme un refus de la planète 1989

### Позориште
- Un détenu à Auschwitz 1991
- Kafka-Auschwitz 1993